# Opaline (álbum)
Opaline es el tercer álbum de la banda californiana de Dishwalla. fue lanzado en Estados Unidos el 23 de abril de 2002 bajo el sello de Immergent Records. El sencillo de este trabajo fue la canción "Somewhere in the middle" que llegó a tener video, aunque en las radios de Latinoamérica sonó con fuerza el tema "Angels or Devils"

## Lista de canciones
1. "Opaline"
2. "Angels or Devils"
3. "Somewhere in the Middle"
4. "Every Little Thing"
5. "When Morning Comes"
6. "Home"
7. "Today, Tonight"
8. "Mad Life"
9. "Candleburn"
10. "Nashville Skyline"
11. "Drawn Out"

- Datos: Q3882807